# William Joseph Deboe
William Joseph Deboe, född 30 juni 1849 i Crittenden County, Kentucky, död 15 juni 1927 i Marion, Kentucky, var en amerikansk republikansk politiker. Han representerade delstaten Kentucky i USA:s senat 1897–1903.
Deboe studerade juridik och medicin. Han arbetade först som läkare och senare som advokat. Han tillträdde 1893 som ledamot av delstatens senat. Deboe efterträdde sedan 1897 Joseph Clay Stiles Blackburn i USA:s senat.  Han efterträddes 1903 av James B. McCreary.
Deboe avled 1927 och gravsattes på Mapleview Cemetery i Marion.